# Йокогама Флюґелс
Йокогама Флюґелс (яп. 横浜フリューゲルス, Йокогама Флюґелс) — колишній японський футбольний клуб з міста Йокогама. Існував з 1964 по 1999 роки.

## Досягнення
- Японська футбольна ліга
  -  Віце-чемпіон (1): 1988—1989

- Джей-ліга 1
  -  Віце-чемпіон (1): 1997

- Кубок Імператора
  -  Володар (2): 1993, 1998